# Powieść historyczna

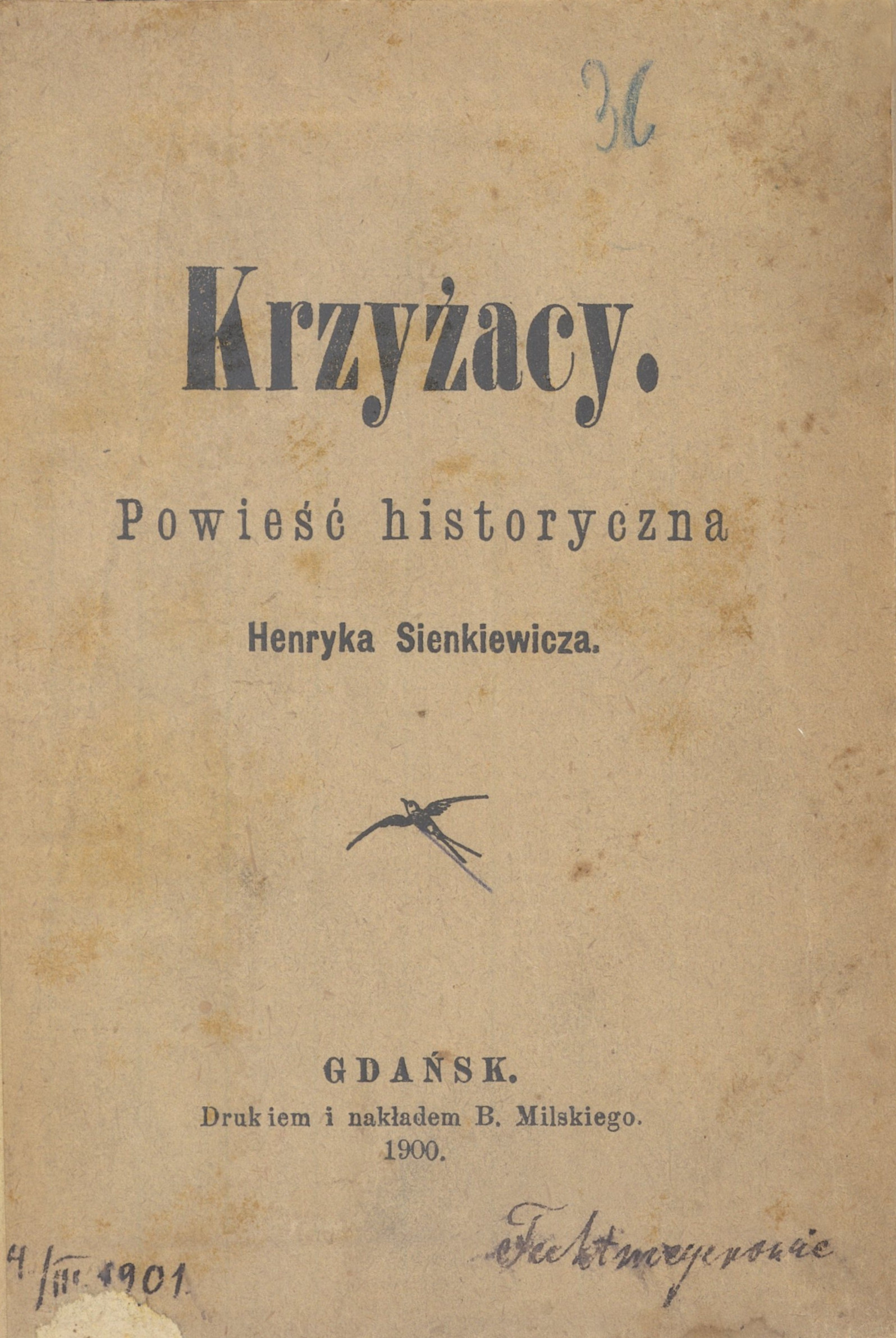
Powieść historyczna

Powieść historyczna – jedna z odmian powieści, której powstanie w nowożytnej formie datuje się na początek XIX wieku.

## Historia
Jej korzenie, według niektórych badaczy, sięgają starożytności (Odyseja), a przede wszystkim – średniowiecznych romansów rycerskich, czy późniejszych XVI lub XVII-wiecznych romansów awanturniczych. Powieść historyczna jest utworem dymorficznym, powstałym na dwóch podstawowych płaszczyznach konstrukcji fabuły – historycznej i literackiej, przy czym w zależności od obowiązujących nurtów czy prądów literackich, zdolności pisarskich twórców i oczekiwań czytelniczych, wzajemny stosunek tych dwóch płaszczyzn w trakcie ewolucji gatunku ulegał zmianie.

## Podgatunki powieści historycznej
Powieść historyczną można podzielić na kilka podstawowych odmian, uszeregowanych według charakterystycznych cech.
- w zależności od sposobu przedstawiania świata powieściowego:
  - powieść typu walterskottowskiego (pierwszym utworem tego typu był Waverley Waltera Scotta – 1814),
  - powieść pamiętnikarską, zainicjowaną po raz pierwszy na polskim gruncie i tu uprawianą z największym powodzeniem (pierwszy utwór tego typu – Dwaj panowie Sieciechowie J. U. Niemcewicza – 1815).

- w zależności od stosunku do źródeł historycznych będących aktualnie podstawowymi prądami epoki bądź obowiązującej kultury:
  - powieść biograficzną,
  - klasyczną powieść historyczną (powstałą w rozwoju modelu „walterskottowskiego” – najsłynniejsi twórcy: Aleksander Dumas, Lew Tołstoj, Henryk Sienkiewicz),
  - powieść dwudziestowieczną (najsłynniejsi twórcy: Robert Graves, Hanna Malewska),
  - powieść historyczno-fantastyczną (ta odmiana jest dziś najpowszechniej reprezentowana w twórczości literackiej, a jej prekursorem był – Teodor Parnicki)

## Geneza i rozwój powieści historycznej
Powieść historyczna, czyli gatunek leżący na styku historii i literatury, zaistniała w świadomości czytelniczej na początku XIX w., za sprawą jej „ojca” i głównego kodyfikatora – Waltera Scotta. Część badaczy genezę powieści historycznej upatruje w starożytnych eposach heroicznych – Iliadzie czy Eneidzie, średniowiecznych romansach rycerskich, dla których tłem były wydarzenia czy postaci historyczne, w tzw. brutach francuskich i angielskich, w novelli epoki elżbietańskiej, oraz angielskiej powieści gotyckiej XVIII wieku.
Przeciwne stanowisko reprezentuje Gyorgy Lucács. Rodowód klasycznej powieści historycznej widzi w głębokich przemianach zachodzących w Europie na przełomie XVIII i XIX w. Uznaje on dziedzictwo Wielkiej Rewolucji i wojen napoleońskich za dominujący czynnik w rozwoju poczucia historyzmu w społeczeństwie mieszczańskim.
Rozwój europejskiej odmiany powieści historycznej można podzielić na trzy etapy:
- pierwszą połowę XIX wieku, a zatem okres dominacji Waltera Scotta i jego uczniów;
- drugą połowę XIX wieku, czyli okres powstawania wielkich, epickich panoram historycznych, takich jak Wojna i pokój L. Tołstoja, a także pogłębionych refleksji historiozoficznych;
- XX wiek, w którym kontynuowane są główne tendencje rozwojowe powieści historycznej XIX w., ukazywane jednak z odmiennej perspektywy.

### Dziewiętnasty wiek
Powieść dziewiętnastowieczna traktowała historię jako przedakcję teraźniejszości. Podobnie jak w powieści obyczajowej tego okresu narrator był wszechwiedzący, zazwyczaj trzecioosobowy (wyjątek stanowiła wspomniana już powieść pamiętnikarska, a zwłaszcza jej czysto polska odmiana – gawęda szlachecka), jego kompetencje były nieograniczone, zaś czas, choć historyczny, a zatem – nieaktualny, to jednak linearny i ustabilizowany. Akcja powieści tego typu była często umieszczana w nieodległej przeszłości, dopiero pod koniec wieku ta tendencja została przełamana (choćby Faraon Bolesława Prusa. W przypadku klasycznej powieści historycznej można mówić o całościowym przedstawianiu materiału źródłowego, jako wartości danej odgórnie. Inaczej mówiąc – narrator jawił się tu jako historyk, który już wykonał pracę badawczą i przedstawia słuchaczom jej wyniki. W niektórych przypadkach mogła pojawić się archaizacja, której zadaniem było uwiarygodnianie relacji (np.: Józef Ignacy Kraszewski czy Henryk Sienkiewicz). Klasyczny typ powieści historycznej w szybkim czasie spetryfikował się, a jego poetyka stała się niewystarczająca dla przemian powstałych na przełomie XIX i XX w. i później.
Powieść pamiętnikarska była jakby zapowiedzią zmian, które dokonały się w rozwoju powieści historycznej w XX wieku. Tutaj wszechwiedza i kompetencje narratora zostały bardzo mocno ograniczone, choć jedność czasu nie ulegała zazwyczaj zmianie.

### Dwudziesty wiek
Odmiennie wyglądała sprawa powieści dwudziestowiecznej. W tym przypadku trudno mówić o jednej, scalonej poetyce. Nierzadko powstawały dzieła pisane według dziewiętnastowiecznych wzorców. Każdy twórca budował swój własny warsztat, o charakterystycznych tylko dla siebie samego wyznacznikach. Mógł sięgać po archaizację (Adam Thorpe, Antoni Gołubiew), albo z niej całkiem rezygnować (Jarosław Iwaszkiewicz w Czerwonych tarczach). Twórcy dwudziestowieczni chętnie sięgali po dokonania współczesnej nauki, zwłaszcza do osiągnięć psychoanalizy Z. Freuda czy A. Adlera. Również warstwa czasowa w fakturze powieści uległa zmianie i częste było użycie inwersji czasowej, a nawet daleko idące eksperymenty, jak to miało miejsce w twórczości Teodora Parnickiego. Można jednak powiedzieć, że w przypadku tego typu powieści twórca zachowywał się jak badacz historii, który zebrał wszystkie materiały i w stanie nieobrobionym, surowym, przedstawiał je czytelnikowi.
Najnowszą odmianą powieści historycznej, której prekursorem w literaturze światowej był Teodor Parnicki, jest powieść historyczno-fantastyczna. Jej główną cechą charakterystyczną jest płynny stosunek do źródeł historycznych, ich naginanie i przeinaczanie na zasadzie: co by było, gdyby.... Pierwszym utworem tego gatunku w historii literatury powszechnej była powieść Parnickiego Sam wyjdę bezbronny (1976). Dziś uprawiają ten gatunek tacy twórcy, jak Umberto Eco czy Connie Willis.

## Powieść biograficzna
Zupełnie odrębnym gatunkiem stała się powieść biograficzna. W zasadzie niewiele różniła się ona od biografii, przekładając tylko niektóre akcenty i eksponując beletrystyczne cechy utworów narracyjnych. Do najwybitniejszych powieściopisarzy tego gatunku zalicza się często twórców angielskich – Roberta Gravesa, rosyjskich – Dmitrija Mereżkowskiego, a także polskich (W. Berenta).

## Twórcy powieści historycznej

### XIX wiek
- Walter Scott
- Aleksander Dumas (ojciec)
- Aleksander Dumas (syn)
- William Thackeray
- Charles Dickens
- Lew Tołstoj
- Gustaw Flaubert
- Edward Bulwer-Lytton
- Henryk Sienkiewicz
- Teodor Jeske-Choiński
- Henryk Rzewuski
- Bolesław Prus
- Józef Ignacy Kraszewski
- Julian Ursyn Niemcewicz
- Zygmunt Krasiński
- Zikmund Winter
- Alois Jirásek
- Edwin Atherstone

### XX wiek
- Władysław Stanisław Reymont
- Antoni Ferdynand Ossendowski
- Robert Graves
- Wacław Gąsiorowski
- Stefan Żeromski
- Mika Waltari
- Mary Renault
- Dmitrij Mereżkowski
- Antoni Gołubiew
- Teodor Parnicki
- Adam Thorpe
- Hanna Malewska
- Zofia Kossak-Szczucka
- Jan Dobraczyński
- Karol Bunsch
- Mark Ałdanow
- Władysław Jan Grabski
- Umberto Eco
- Władysław Lech Terlecki
- Wacław Berent
- Pierre La Mure
- Irving Stone
- Maurice Druon

### XXI wiek
- Anna Brzezińska
- Jacek Komuda
- Neal Stephenson
- Orhan Pamuk
- Elżbieta Cherezińska
- Olga Tokarczuk
- Waldemar Łysiak
- Andrzej Sarwa
- Andrzej Sapkowski
- Jolanta Szymska-Wiercioch
- Wojciech Wiercioch
- Ałbena Grabowska
- Janina Lesiak
- Dorota Pająk-Puda